# نام عربی

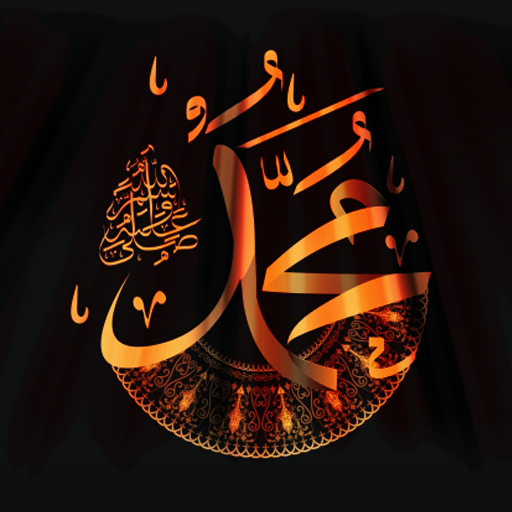
خوشنویسی با نام پیامبر اسلام حضرت محمد

نظام نامگذاری به زبان عربی در گذشته طولانی بوده:نامگذاری به زبان عربی زنجیره‌ای به این گونه بوده است:
- کنیه/نام شخص/نام پدر/نام خانوادگی

این نظام نامگذاری در کشورهای عربی در گذشته و بعضی در حال و سرزمین‌هایی که زبان عربی در آنجا رایج بوده معمول می‌باشد. با توجه به اهمیت زبان عربی در اسلام، اکثریت مسلمانان جهان از نام عربی (اسم) استفاده می‌کنند هرچند که از این نظام نامگذاری بهره نمی‌برند.

## ساختار یک نام عربی

### کنیه
یک کنیه در زبان عربی شیوه‌ای اینگونه دارد: نام پسر بزرگ + أبو یا أم. نمونه:
- ابوکریم و ام کریم

یک کنیه معمولاً می‌تواند جایگزین نام خود شخص شود؛ مثلاً محمود عباس با کینه ابومازن در بین عرب زبنان بیشتر شهرت دارد.

### اسم (نام)
نام اصلی یک شخص در زبان عربی اسم نامیده می‌شود. اسم‌ها برای جنس مرد و زن ممکن است متفاوت باشد که تفاوت آن بر اساس نشانه‌هایی در زبان عربی است. بیشترین اسامی عربی برای نامیدن یک شخص معنادار و دارای ریشه اصلی در زبان عربی است. معنادار بودن نام یک شخص معمولاً دارای یک وجه مثبت است. نمونه‌ها:
- کریم:سخاوتمند
- محمود :ستوده

این امکان در نام یک شخص در زبان عربی نفهته است که یک نام هم اسم باشد هم صفت. ممکن زه تشخیص یک اسم در زنجیرهٔ نام عربی برای دانشجویی که به زبان عربی تسلط ندارد مشکل باشد.

### نسب
نسب می‌تواند نام خانوادگی یا مجموعه‌ای مشتق از آن باشد. نسب بر خلاف کنیه گذشتهٔ یک شخص را معین می‌کند.ابن(پسر) و بنت(دختر) شامل این دو واژه می‌شوند. نمونه ابن خلدون به معنای پسر خلدون است. نسب می‌تواند از نام قبیله شخص برگرفته باشد :نمونه طائی در نام حاتم طایی انتساب او را به قبیلهٔ طیء آشکار می‌سازد.

### لقب
لقب بر خلاف کنیه و نسب از خود شخص می‌گوید. نمونه:
- هارون + الرشید = هارون نام وی است و الرشید لقب و شهرت شخصی وی.
- الحاکم + نیشابوری = حاکم شهر نیشابور.

### نسبت
یک نسبت شرح شغل شخص، شهر محل زندگی اش (+ی) یا خانواده و قبیله اش. یک نسبت باید دنباله دار باشد.
- المصری= اهل مصر

### نمونه‌ها
- ابو کریم محمد الجمیل بن نضال بن عبد العزیز الفلسطینی
- ابو کریم کنیه است. محمد اسم است. الجمیل لقب است. نضال نام پدرش است. عبدالعزیز نام پدر بزرگش است و فلسطینی نسب اوست.